# لولند (تگزاس)
لولند، تگزاس(به انگلیسی: Levelland, Texas) شهری در ایالت تگزاس از ایالات جنوبی ایالات متحده آمریکا است. در سرشماری سال ۲۰۰۰، جمعیت این شهر ۱۲۸۶۶ نفر اعلام شد.